# Zavrtimo se (album)
Zavrtimo se je drugi album Ansambla Saša Avsenika, izdan avgusta 2011 pri založbi Vox.

## O albumu
Glasbo in aranžmaje sta napisala Slavko Avsenik in Vilko Ovsenik, besedila pa Ivan Sivec, Alfi Nipič, Ferry Souvan in Bernard Miklavc. Nekaj skladb je novih, nekaj pa starih.
Valček z naslovom "Zavrtimo se" je star približno 40 let.
Brata Avsenik sta ga ustvarila za Ansambel bratov Avsenik, vendar ga oni niso nikoli posneli in izdali.
Vilko Ovsenik ga je odkril med pregledovanjem svojega arhiva in napisal priredbo za Ansambel Saša Avsenika.
Poleg te skladbe lahko na zgoščenki prisluhnemo še drugim poskočnim polkam, nežnim in umirjenim valčkom, dvema skladbama posnetima z Gregom Avsenikom ter romantičnem ritmu begina z naslovom "Ti si lepša od najlepše".

## Seznam skladb
Vse skladbe sta napisala in priredila Slavko Avsenik in Vilko Ovsenik.
| Št.             | Naslov                                 | Besedilo        | Dolžina |
| --------------- | -------------------------------------- | --------------- | ------- |
| 1.              | „Spet na vasi‟                         | F. Souvan       | 2:23    |
| 2.              | „Zavrtimo se‟                          |                 | 2:20    |
| 3.              | „Pod borovčki pred šotorčki‟           | B. Miklavc      | 2:27    |
| 4.              | „Na planini pod Golico‟                |                 | 3:25    |
| 5.              | „Harmonika in orglice‟                 | A. Nipič        | 2:44    |
| 6.              | „V prelepi zeleni dolini‟              |                 | 2:51    |
| 7.              | „Gremo v Brda‟                         |                 | 2:12    |
| 8.              | „Vsako sredo in petek k Jožovcu gremo‟ | I. Sivec        | 2:21    |
| 9.              | „Pastirček‟                            |                 | 4:03    |
| 10.             | „Koračnica za kitaro‟                  |                 | 2:39    |
| 11.             | „Ti si lepša od najlepše‟              | I. Sivec        | 2:22    |
| 12.             | „Na Golici‟                            |                 | 2:29    |
| Skupna dolžina: | Skupna dolžina:                        | Skupna dolžina: | 32:16   |

## Sodelujoči
- Gregor Avsenik – kitara na posnetkih 4 in 10